# Eduardo Horacio García

Wappen von Eduardo García.

Eduardo Horacio García (* 22. Januar 1956 in Buenos Aires, Argentinien) ist Bischof von San Justo.

## Leben
Eduardo Horacio García empfing am 18. November 1983 durch den Erzbischof von Buenos Aires, Juan Carlos Kardinal Aramburu, das Sakrament der Priesterweihe.
Am 21. Juni 2003 ernannte ihn Papst Johannes Paul II. zum Titularbischof von Ipagro und zum Weihbischof in Buenos Aires. Der Erzbischof von Buenos Aires, Jorge Mario Kardinal Bergoglio SJ, spendete ihm am 16. August desselben Jahres die Bischofsweihe; Mitkonsekratoren waren die Weihbischöfe in Buenos Aires, Jorge Eduardo Lozano und José Antonio Gentico.
Am 6. November 2014 ernannte ihn Papst Franziskus zum Bischof von San Justo. Die Amtseinführung fand am 14. Dezember desselben Jahres statt.